# Маконькалнская волость
Ма́конькалнская во́лость (латыш. Mākoņkalna pagasts) — одна из двадцати пяти территориальных единиц Резекненского края Латвии. Находится в южной части края, на берегу озера Разнас. Граничит с Малтской, Лузнавской, Каунатской, Чёрнайской и Пушской волостями своего края, а также с Андзельской и Андрупенской волостями Дагдского края.
Крупнейшими населёнными пунктами волости являются сёла: Липушки (волостной центр), Крепши, Зелёнки, Березники, Грумужи, Мелтени, Стикути, Козулишки, Зеленполе.
По побережью озера Разна, в северной части Маконькалнской волости, минуя село Липушки, проходит региональная автодорога P56 Малта — Кауната.
Большая часть территории волости находится на Латгальской возвышенности. В нескольких километрах к югу от села Липушки находится холм Маконькалнс, третья по высоте вершина Латгалии (высота над уровнем моря: 247,9 м).
Часть территории волости занимает национальный парк Разнас.
По территории волости протекают реки Казупе и Малта. Из крупных озёр — Разнас, Болтайс, Илзас, Каугурс, Кракуэзерс, Салайс, Стибрайша, Вираудас.

## История
В Средние века на холме Маконькалнс находился замок Волькенберг Ливонского ордена.
В 1945 году в Малтской волости Резекненского уезда был создан Зоснский сельский совет. После отмены в 1949 году волостного деления он входил в состав Малтского (1949—1959) и Резекненского районов.
В 1957 году к Зоснскому сельсовету была присоединена территория ликвидированного колхоза «Сарканайс карогс» Доротпольского сельсовета. В 1959 году — часть ликвидированного Липушского сельсовета. В 1963 году — территория колхоза «8 марта» Пушского сельсовета. В 1971 году территория совхоза «Малта» была передана Шпельскому сельсовету, в том же году Зоснский сельсовет был переименован в Маконькалнский сельсовет.
В 1990 году Маконькалнский сельсовет был реорганизован в волость. В 2009 году, по окончании латвийской административно-территориальной реформы, Маконькалнская волость вошла в состав Резекненского края.